# Charlotte Tacke
Charlotte Tacke (* 17. Februar 1961 in Lippstadt) ist eine deutsche Historikerin.
Tacke studierte Geschichte und wurde 1993 am Europäischen Hochschulinstitut in Florenz promoviert.
Ihre Forschungsgebiete sind die Adelsgeschichte, die Denkmalgeschichte im Vergleich sowie die Geschichte Frankreichs und Italiens.

## Schriften (Auswahl)
- Die ‚Nobilitierung‘ von Rehbock und Fasan. Jagd, ‚Adel‘ und ‚Adligkeit‘ in Italien und Deutschland um 1900. In: Karsten Holste, Dietlind Hüchtker, Michael G. Müller (Hrsg.): Aufsteigen und Obenbleiben in europäischen Gesellschaften des 19. Jahrhunderts. Akteure – Arenen – Aushandlungsprozesse, Akademie, Berlin 2009, S. 223–248.
- mit Jörg Requate, Christina Benninghaus, Sven Oliver Müller: Unterwegs in Europa. Beiträge zu einer vergleichenden Sozial- und Kulturgeschichte, Frankfurt a. M. 2008.
- „Es kommt also darauf an, den Kurzschluss von der Begriffssprache auf die politische Geschichte zu vermeiden.“ 'Adel' und 'Adeligkeit' in der modernen Gesellschaft. In: Neue Politische Literatur 52 (2007), S. 91–123.
- (Hrsg.) 1848. Memory and oblivion in Europe. Lang, Brüssel 2000.
- Denkmal im sozialen Raum. Nationale Symbole in Deutschland und Frankreich im 19. Jahrhundert (= Kritische Studien zur Geschichtswissenschaft. Bd. 108). Vandenhoeck und Ruprecht, Göttingen 1995.
- mit Ernst Hinrichs, Heinz-Gerhard Haupt, Stefan Martens, Heribert Müller, Bernd Schneidmüller: Kleine Geschichte Frankreichs. BpB, Bonn 2010, ISBN 978-3-89331-663-2 (zuerst: Reclam, Ditzingen 1994).
- Die 1900-Jahrfeier der Schlacht im Teutoburger Wald 1909. Von der „klassenlosen Bürgergesellschaft“ zur „klassenlosen Volksgemeinschaft“? In: Manfred Hettling (Hrsg.): Bürgerliche Feste. Symbolische Formen politischen Handelns im 19. Jahrhundert, Göttingen 1993, S. 192–230.